# Oreophryne pseudasplenicola
Oreophryne pseudasplenicola é uma espécie de anfíbio da família Microhylidae.
É endémica da Nova Guiné Ocidental na Indonésia.
Os seus habitats naturais são: florestas subtropicais ou tropicais húmidas de baixa altitude e regiões subtropicais ou tropicais húmidas de alta altitude.